# Wherever I May Roam
Wherever I May Roam è un singolo del gruppo musicale statunitense Metallica, pubblicato il 19 ottobre 1992 come quarto estratto dal quinto album in studio Metallica.

## Descrizione
Inizia con un giro di sitar che riprende in chiave orientaleggiante il main riff, prima che partano chitarra e batteria.
Il testo parla di un vagabondo. Il verso "Roamer, Wanderer, Nomad, Vagabond, Call me what you will" si riferisce alla vita di strada, o a quella di un nomade, come viene suggerito dal "sapore" orientale della canzone. Ciò viene citato anche nelle due frasi "And the road becomes my bride" (E la strada diventa la mia sposa) e "Under wanderering stars I've grown by myself but not alone I ask no one (Sotto vaganti stelle sono cresciuto con me stesso ma non da solo io non chiedo nessuno).
Nel finale il gruppo lascia intendere che la vita nomade del protagonista non avrà termine neanche con la sua morte, e la sua anima continuerà a vagare: "Carved upon my stone, my body lie but still I roam" (Inciso sulla mia pietra, il mio corpo giace ma io vago ancora).

## Video musicale
Il video musicale, diretto da Wayne Isham, venne pubblicato il 21 maggio 1992 e mostra varie scene di un concerto del gruppo.

## Cover
Il brano venne reinterpretato da Michael Angelo Batio, per il suo album Hands Without Shadows.

## Tracce
CD singolo – slim case
1. Wherever I May Roam – 6:42 (James Hetfield, Lars Ulrich)
2. Fade to Black (Live) – 7:42 (James Hetfield, Lars Ulrich, Cliff Burton, Kirk Hammett)
3. Wherever I May Roam (Demo) – 5:34 (James Hetfield, Lars Ulrich)

CD singolo – digipak
1. Wherever I May Roam – 6:42 (James Hetfield, Lars Ulrich)
2. Last Caress/Am I Evil?/Battery (Live) – 11:58 (Glenn Danzig, Sean Harris, Brian Tatler, James Hetfield, Lars Ulrich)

7"
- Lato A

1. Wherever I May Roam – 6:42 (James Hetfield, Lars Ulrich)

- Lato B

1. Fade to Black (Live) – 7:42 (James Hetfield, Lars Ulrich, Cliff Burton, Kirk Hammett)

12"
1. Wherever I May Roam – 6:42 (James Hetfield, Lars Ulrich)

- Lato B

1. Last Caress/Am I Evil?/Battery (Live) – 11:58 (Glenn Danzig, Sean Harris, Brian Tatler, James Hetfield, Lars Ulrich)
2. Wherever I May Roam (Demo) – 5:34 (James Hetfield, Lars Ulrich)

CD singolo (Giappone)
1. Wherever I May Roam – 6:42 (James Hetfield, Lars Ulrich)
2. Fade to Black (Live) – 7:42 (James Hetfield, Lars Ulrich, Cliff Burton, Kirk Hammett)
3. Last Caress/Am I Evil?/Battery (Live) – 11:58 (Glenn Danzig, Sean Harris, Brian Tatler, James Hetfield, Lars Ulrich)

## Formazione
Gruppo
- James Hetfield – chitarra, voce, sitar
- Lars Ulrich – batteria, percussioni
- Kirk Hammett – chitarra solista
- Jason Newsted – basso

Produzione
- Bob Rock – produzione
- James Hetfield – produzione
- Lars Ulrich – produzione
- Randy Staub – ingegneria del suono
- Mike Tacci – ingegneria del suono
- George Marino – mastering

## Classifiche
| Classifica (1992)             | Posizione massima |
| ----------------------------- | ----------------- |
| Australia                     | 14                |
| Belgio (Fiandre)              | 35                |
| Finlandia                     | 1                 |
| Francia                       | 10                |
| Germania                      | 30                |
| Irlanda                       | 15                |
| Norvegia                      | 2                 |
| Nuova Zelanda                 | 8                 |
| Paesi Bassi                   | 22                |
| Regno Unito                   | 25                |
| Stati Uniti                   | 82                |
| Stati Uniti (mainstream rock) | 25                |
| Svezia                        | 28                |